# Sulet
Suleti (auch Msuleti von lasisch: Su/Msu „Lein“ und -eti „Land/Ort“, amtlich: Dağdibi Köyü) ist ein Dorf in der türkischen Schwarzmeerregion, in der Provinz Rize. Sulet gehört zum Landkreis Pazar. Die Entfernung zu Rize beträgt 47 km, zu Pazar 10 km.
Die ca. 60 Häuser des Dorfes liegen verteilt, da sich das Dorf am Hang eines Berges erstreckt.
Die Bevölkerung wird mit etwa 160 beziffert.

## Geschichte
Man geht davon aus, dass die in Sulet ansässigen Familien Sandıkcı, Üstbaş, Şahingöz und die in den Dörfern Çitat und Xaçkun ansässige Familie Üst gemeinsame Vorfahren haben. Der lasische Familienname dieser Familien ist heute noch als K'ust'a bekannt. Der Urahne der Familie Sandıkcı war ein gewisser Mehmet, der vermutlich Mitte des 19. Jahrhunderts in Sulet gelebt hat. Dieser hatte drei Söhne namens Süleyman, Ibrahim und Recep. Nach der Nachnamens-Reform wurde den Brüdern der Familienname Sandıkcı zugewiesen.
Die Angehörigen der Familie Hatırnaz sind auch als Xalitoğlu bekannt. Dies lässt darauf schließen, dass der Urahne der Familie Hatırnaz ein gewisser Xalit bzw. Halit gewesen sein muss.

## Wirtschaft
Der Anbau von schwarzem Tee und diversen Obstsorten, v. a. Kiwi, ist typisch für diese Region.

## Sprache
Obwohl Sulet ein lasisches Dorf ist, ist es eher die türkische Sprache, die von seinen Bewohnern gesprochen wird.
Ein Hauptgrund hierfür dürfte sein, dass ein Großteil der Bevölkerung außerhalb der Sommersaison auf dem "Markt" lebt (gemeint ist die Stadt Pazar), wo ohnehin kaum lasisch gesprochen wird.

## Auswanderung nach Deutschland
Ab 1964 kamen die ersten Gastarbeiter des Dorfes nach Deutschland. Sie siedelten sich in den hessischen Städten Neustadt (Hessen), Stadtallendorf und Alsfeld an.
Die Anpassung an die deutsche Kultur hat zur Folge, dass die lasische Sprache und Kultur immer mehr in Vergessenheit gerät. Dies ist auch einer der Gründe, warum die lasische Sprache vom Aussterben bedroht ist.

## Quelle
- http://www.sulet.net

## Einzelnachweis
1. ↑  http://www.lazuri.com/tkvani_ncarepe/a_k_lazuri_yoxope.html

Koordinaten: 41° 7′ N, 40° 52′ O